# Qaf (Sure)
Qāf (arabisch ق, DMG Qāf) ist die 50. Sure des Korans, sie enthält 45 Verse. Sie beginnt nach der einleitenden Basmala mit dem Buchstaben Qāf, wovon auch die Bezeichnung der Sure abgeleitet ist. Ihre Verkündigung gehört in die zweite mekkanische Periode (615–620), mit Ausnahme von Vers 38, der in Medina entstanden ist. Er beschreibt die Schöpfung von Himmel und Erde als Sechstagewerk und wendet sich gleichzeitig gegen die jüdische Lehre des Sabbat mit den Worten: „und dabei hat uns keine Ermattung befallen“. Der Inhalt der Sure behandelt geläufige Themen: Auseinandersetzung mit den Ungläubigen, Lobpreis der göttlichen Schöpfung, Hinweis auf frühere Ungläubige in der Prophetengeschichte, und Ankündigung des göttlichen Gerichts.